# Comté de Hancock (Ohio)
Pour les articles homonymes, voir Comté de Hancock.
Le comté de Hancock – en anglais : Hancock County – est un des 88 comtés de l'État de l'Ohio, aux États-Unis.
Son siège est fixé à Findlay.

## Géographie
Selon les données du Bureau du recensement des États-Unis, le comté de Hancock  a une superficie de 1 382 km² (soit 534 mi²), dont 1 376 km² (soit 531 m²) en surfaces terrestres et 6 km² (soit 2 mi²) en surfaces aquatiques.

## Comtés limitrophes
- Comté de Wood, au nord
- Comté de Seneca, au nord-est
- Comté de Wyandot, au sud-est
- Comté de Hardin, au sud
- Comté d'Allen, au sud-ouest
- Comté de Putnam, à l'ouest
- Comté de Henry, dans l'angle nord-ouest

## Démographie
Le comté était peuplé, lors du recensement de 2010, de 74 782 habitants.

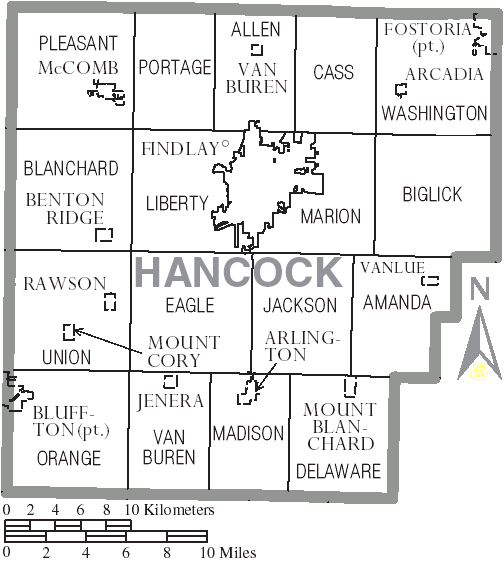